# 奥村修古
奥村 修古（おくむら しゅうこ、享保8年（1723年） - 寛延3年8月21日（1750年9月21日））は、加賀藩年寄。加賀八家奥村宗家第8代当主。
父は加賀藩年寄奥村温良、または第5代奥村時成の子奥村自連。養父は奥村有定。正室は前田孝資の娘。子は奥村栄輇。通称は小源太、助右衛門。官位は従五位下丹後守。

## 生涯
享保8年（1723年）、金沢に生まれる。元文2年（1737年）、人持組頭・奥村宗家の有定の養子となって家督相続する。元文4年（1739年）、藩主前田吉徳の娘益姫誕生の際に蟇目役を務める。同年11月、藩主吉徳の娘橘姫誕生の際に蟇目役を務める。延享2年（1745年）8月、藩主前田宗辰の家督相続の御礼言上の際に江戸城で将軍徳川吉宗に拝謁する。同年12月、組頭本多政昌の屋敷で大槻伝蔵が流罪を言い渡される際に同席する。延享4年（1747年）2月、藩主前田重煕の家督相続の御礼言上の際に江戸城で将軍徳川家重に拝謁する。延享5年（1748年）、横山貴林、本多政昌の後任として、金沢城代となる。寛延元年（1748年）12月、従五位下丹波守に叙任。同年、御勝手方御用主附を命じられ藩の財政を担当した。宝暦元年（1751年）、公儀御用（宗門方御触）。
寛延3年（1750年）8月21日没。享年28。家督は嫡男栄輇が相続した。